# Ausonius-Preis
Der Ausonius-Preis ist eine altertumswissenschaftliche Auszeichnung.
Der Ausonius-Preis wird seit 1998 von der Universität Trier in Anerkennung einer herausragenden wissenschaftlichen Arbeit oder eines herausragenden Gesamtwerkes aus dem Bereich der Klassischen Philologie oder Alten Geschichte verliehen. Benannt ist er nach dem spätantiken Dichter Ausonius, der zeitweilig in Trier wirkte und vor allem für sein Werk Mosella bekannt ist.

## Preisträger
Angegeben ist jeweils auch das Thema des Vortrages, den der Preisträger bei der Preisverleihung hielt.
- 1998: Hellmut Flashar („Medizin und Ethik in der Antike“)
- 1999: Peter Brown („Armut und Gesellschaftsmodell in der Spätantike. Ursprung und Entfaltung der bischöflichen Macht“)
- 2000: Clemens Zintzen („Vom Menschenbild der Renaissance“)
- 2001: Tanja Scheer („Von Pausanias zu Egeria. Heidnische und christliche Pilger im Römischen Reich“)
- 2002: Georg Danek („Der Mythos vom Trojanischen Krieg. Bemerkungen eines Komparatisten“)
- 2003: Alexander Demandt („Die Philosophie der Arbeit“)
- 2004: Peter Stotz („Von den Heiden lernen: Verfahren der Verteidigung und Aneignung paganer Traditionen im Christentum“)
- 2005: Gustav Adolf Lehmann („Zur Kritik an der „klassischen“ Demokratie Athens“)
- 2006: Philip van der Eijk („Körper, Seele, Geist – Ansichten über psychosomatische Wechselwirkung im griechischen philosophischen und medizinischen Denken“)
- 2007: Manfred Clauss („Christen – Bürger einer anderen Welt“)
- 2008: Kathleen M. Coleman („Gladiatoren – Mythos und Wirklichkeit“)
- 2009: Rainer Wiegels („Schon so lange wird Germanien besiegt! – Rom, ein gescheiterter Sieger?“)
- 2010: Glenn W. Most („Vier Arten, die Medea des Euripides misszuverstehen“)
- 2011: Werner Eck („Teilhabe an der Macht. Kaiserliche Freigelassene in der Gesellschaft des Imperium Romanum“)
- 2012: Wilfried Stroh („Philosophie und Rhetorik in der antiken Jugendbildung“)
- 2013: Beat Näf („Stadtpatrone – eine antike Erfindung?“)
- 2014: Joachim Latacz („Fragen an Homers Achilleus“)
- 2015: Helmut Halfmann („Die Griechen unter fremden Herren. Die Suche nach Identität von der Antike bis in die Gegenwart“)
- 2016: Wolfram Ax („Asterix redivivus? Bemerkungen zu Band 35 ‚Asterix bei den Pikten’ und Band 36 ‚Der Papyrus des Cäsar’“)
- 2017: Hans-Joachim Gehrke („Griechische Mythen als Geschichte der Griechen“)
- 2018: Christof Rapp („Karl Marx und die Philosophie der Antike“)
- 2019: Peter Funke („… stärker als die Rache der Götter. Gewalt und Versöhnung im klassischen Athen“)
- 2021: Gregor Weber („Der Steuermann und das Meer. Traum und Traumdeutung in der Antike“)
- 2022: Irene de Jong („Herodot und das Wunder von Salamis“)
- 2023: Robert Rollinger („Alte Geschichte und das achaimenidisch-persische Imperium: ein Perspektivenwechsel“)
- 2024: Therese Fuhrer („Ärzte am Kaiserhof: Tacitus’ Inszenierung ihrer Rolle im römischen ‚Theater der Macht‘“)
- 2025: Wolfgang Spickermann („Phantastische Reisen bis zum Mond. Lukian von Samosata als erster Science-Fiction-Autor“)[1]